# Наполеоновский музей
Наполеоновский музей (исп. Museo Napoleónico) — кубинский музей, обширное собрание артефактов которого посвящено времени и личности Наполеона. Коллекция предметов быта, живописи, оружия и личных вещей императора является одной из самых представительных вне территории Франции и уникальна для Нового света.

## История создания
Первым импульсом к началу формирования собрания послужило появление на Кубе посмертной маски Наполеона, которую привёз с собой его личный врач корсиканского происхождения Франческо Антоммарчи, умерший в 1838 году в городе Сантьяго-де-Куба.
Большая часть экспонатов была приобретена кубинским сахарным магнатом Хулио Лобо (исп. Julio Lobo). После революции все его предприятия и имущество были национализированы, сам Лобо в 1960 году покинул Кубу, а коллекция была передана в Национальный музей изобразительных искусств.
В декабре 1961 года рядом с Гаванским университетом в бывшем особняке La Dolce Dimora адвоката и политика Орестеса Феррары (итал. Oreste Ferrara), построенном и оформленном в 1920 гг. во флорентийском стиле, открылась постоянная экспозиция музея Наполеона.

## Экспозиция

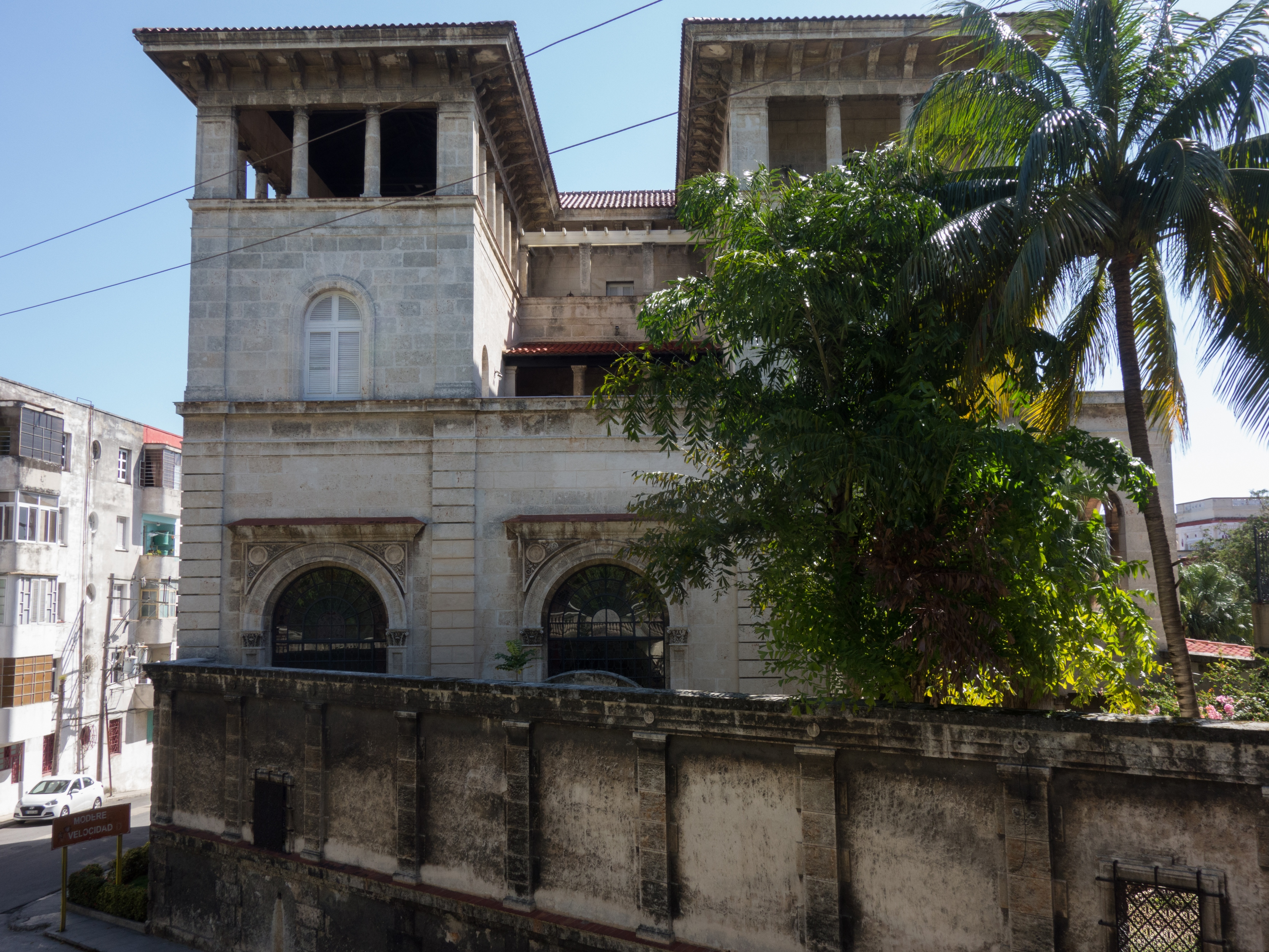
Особняк в Гаване, в котором размещена экспозиция

В 4-этажном здании музея выставлены более 7000 экспонатов, относящиеся к периоду от французской революции и до Второй империи, среди которых живописные и скульптурные работы, мебель, посуда, одежда, оружие, планы важнейших сражений и около 5 000 книг на французском, испанском и английском языках.
Среди личных вещей Наполеона — пистолеты, треуголка, телескоп, которым он пользовался на острове Святой Елены. В числе экспонируемых в музее картин — подлинные портреты императора работы художников: Андреа Аппиани (написанный в Милане во время второй итальянской кампании Наполеона), Антуана Гро, Робера Лефевра, Эдуарда Детайля и других.
Одним из популярных экспонатов музея является посмертная маска, снятая через 2 часа после смерти Наполеона его лечащим врачом Франческо Антоммарчи (фр. François Carlo Antommarchi).
В ходе реализации проекта восстановления старого города Гаваны музей был на несколько лет закрыт на реставрацию и вновь открыт 30 марта 2011 года.
Канадский историк эпохи Наполеона, археолог Люк Дала Бона (англ. Luke R. Dalla Bona) опубликовал в 2021 году подробный иллюстрированный каталог артефактов, хранящихся в музее

## Музей в филателии Кубы

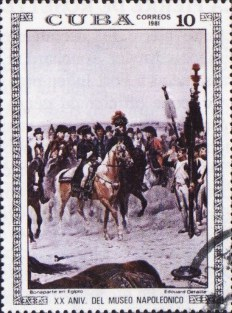
Эдуард Детайль. Бонапарт в Египте (1878)
Марка 1981 г.

Первые почтовые марки, связанные с открытым музеем, выпущены на Кубе в 1969 году. Серия из 7 марок номиналами 1, 2, 3, 4, 5, 13, 30 сентаво была посвящена произведениям живописи из собрания музея. 20 августа 1969 года марки гасились в Гаване штемпелем с изображением литеры «N».
В 1981 году на Кубе к 20-летию музея Наполеона была выпущена серия 6 почтовых марок номиналами 1, 3, 10, 13, 30 и 50 сентаво.
В 2001 году на Кубе к 40-летию музея Наполеона была выпущена серия 4 почтовых марок номиналами 10, 10, 65 и 75 сентаво. 1 декабря 2001 года марки гасились штемпелем с изображением треуголки императора.